# Estación William Morris
William Case Morris es una estación ferroviaria ubicada en la localidad homónima, Partido de Hurlingham, Provincia de Buenos Aires, Argentina.

## Servicios
La estación corresponde a la Línea San Martín de los ferrocarriles metropolitanos de Buenos Aires que conecta las terminales Retiro, José C. Paz, Pilar y Domingo Cabred.

## Imágenes

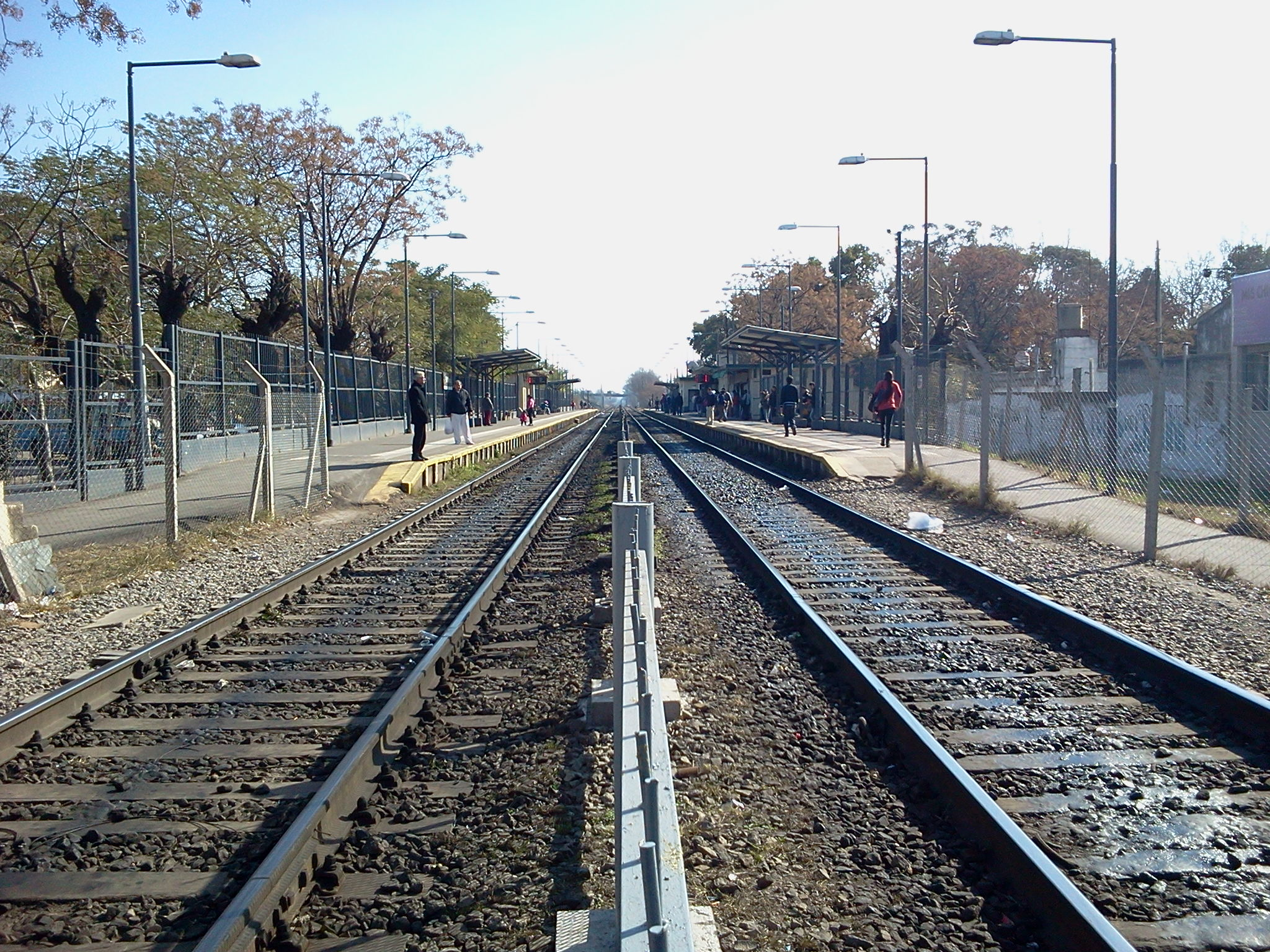
Andenes sin elevar
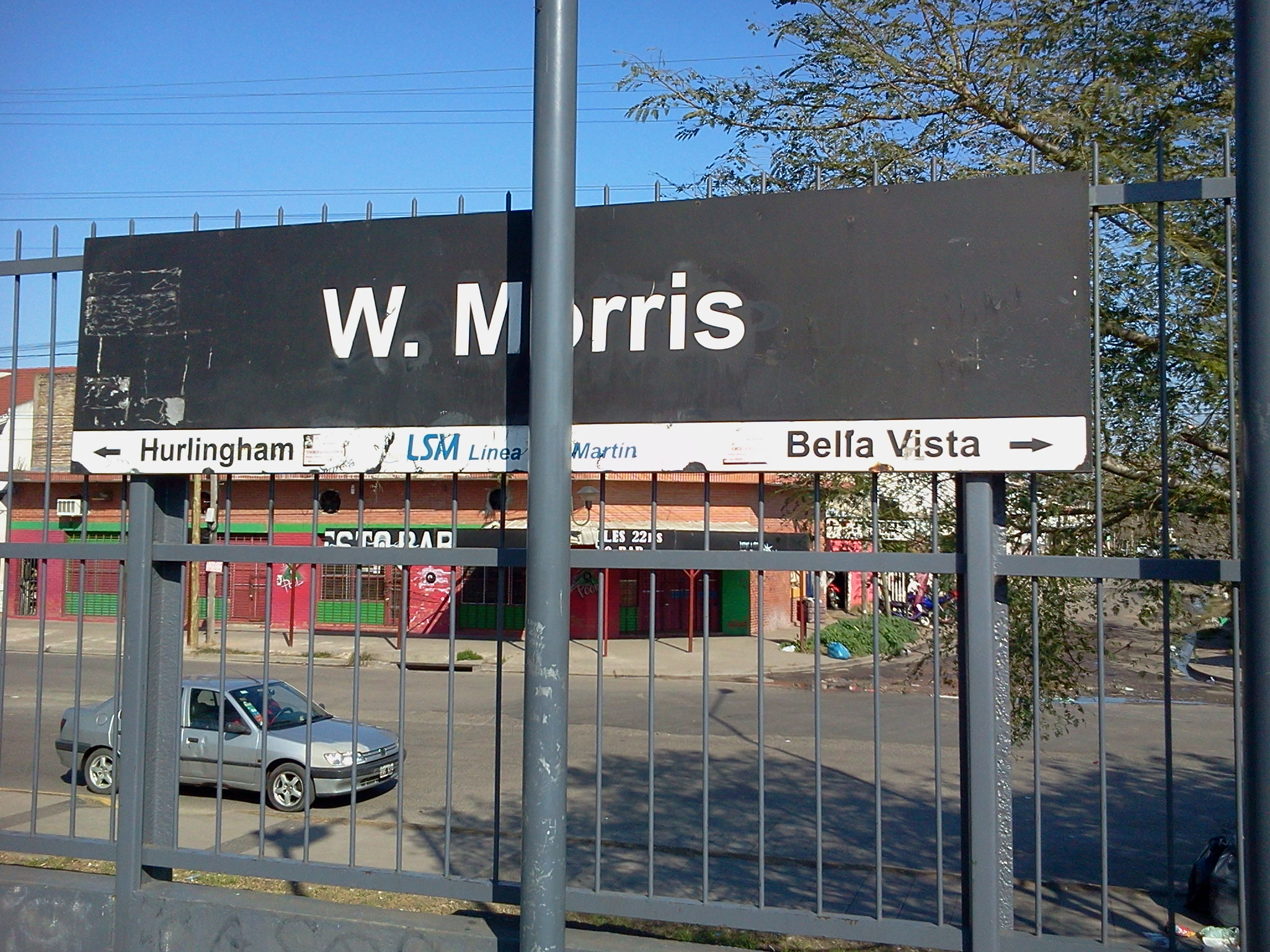
Cartel nomenclador
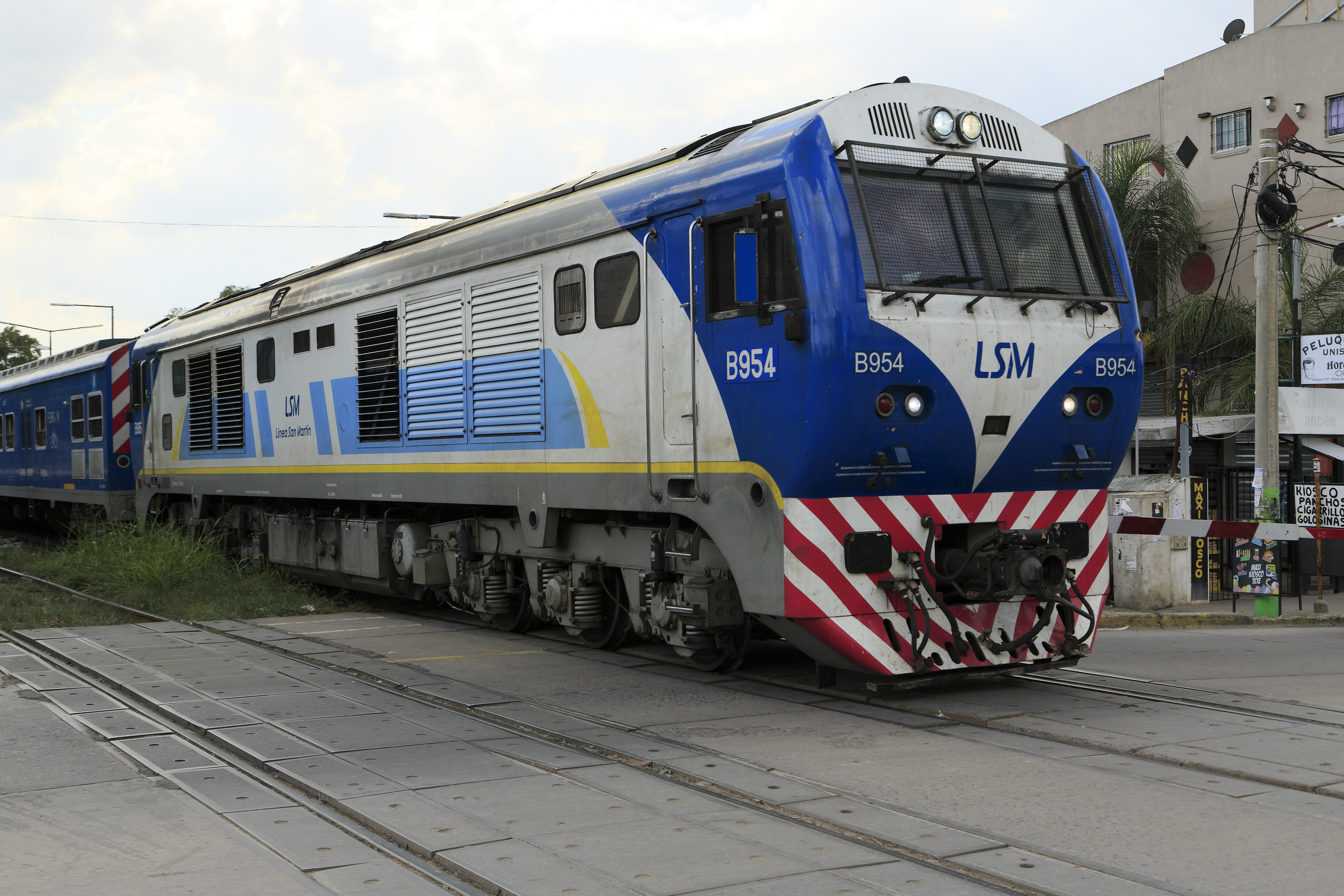
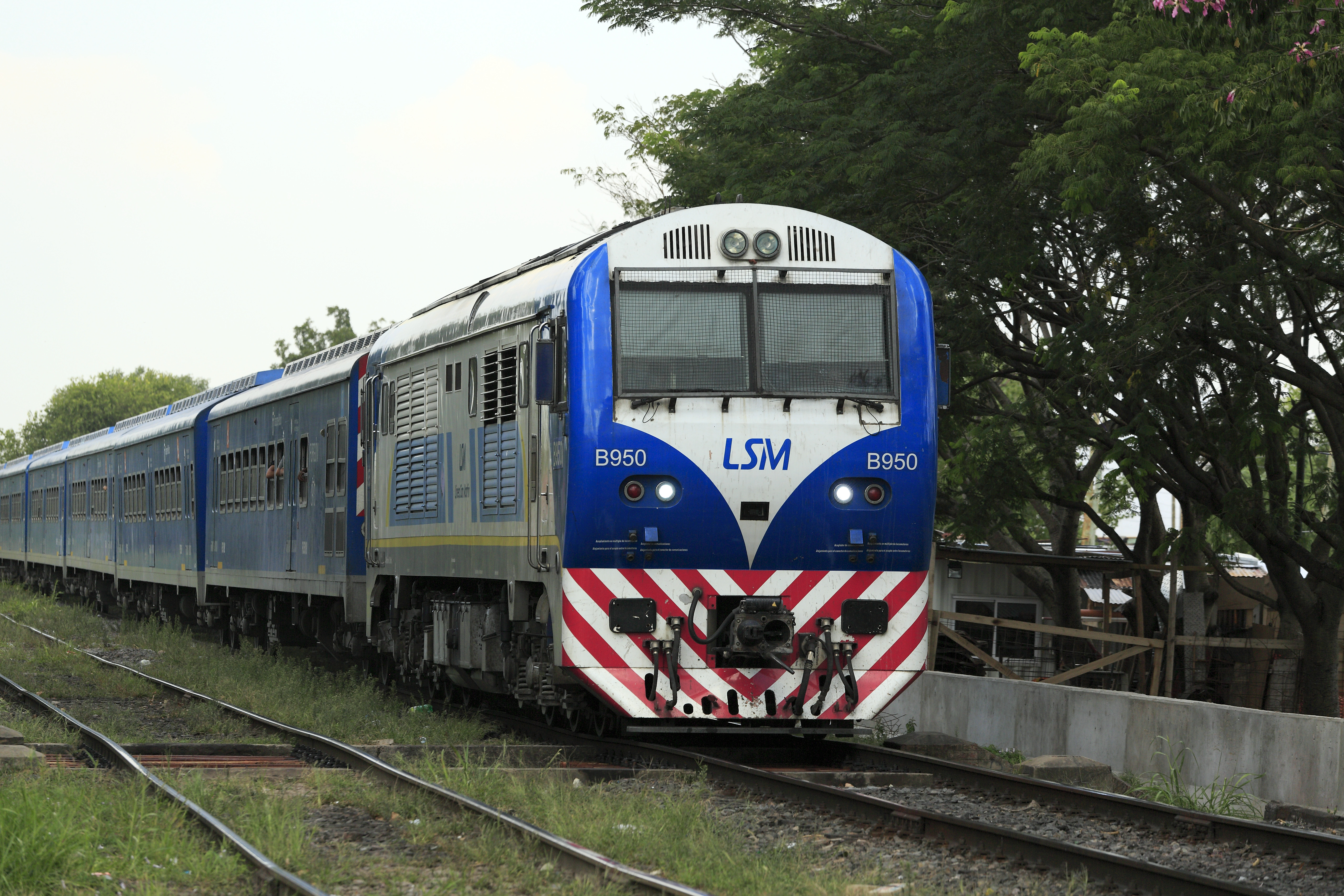